# クイズ世界に挑戦!
『クイズ世界に挑戦!』（クイズせかいにちょうせん）は、1980年（昭和55年）10月5日から1981年（昭和56年）9月20日までTBS系列局で放送されていた毎日放送 (MBS) 製作のクイズ番組である。放送時間は毎週日曜 14:00 - 14:30 （日本標準時）。全50回。

## 出演者
- 斎藤努（当時毎日放送アナウンサー） - 初代司会者。
- 桂三枝（現・6代目桂文枝） - 2代目司会者。1981年4月より交代。
- 白井京子（圭三プロダクション所属） - 出題者。
- ローリー - ディーラー。
- ハナ肇 - 斎藤努時代のレギュラー出演者。
- 槇大輔 - 桂三枝時代のナレーター。

## 解答者席
トランプのA（エース）のカードをモチーフにした画期的なセットだった。
| 解答者席                             | レギュラー | スペシャル |
| ------------------------------------ | ---------- | ---------- |
| {\displaystyle \diamondsuit } ダイヤ | 女性解答者 | 女性解答者 |
| {\displaystyle \spadesuit } スペード | 男性解答者 | 女性解答者 |
| {\displaystyle \heartsuit } ハート   | 女性解答者 | 女性解答者 |
| {\displaystyle \clubsuit } クラブ    | 男性解答者 | 女性解答者 |

「スペシャル」とは、女性モデル大会、スチュワーデス大会等で、全員女性になることもあった。
点数表示はデジタル数字式で、当初マイナスポイントの場合（最初のまたは、2回目の「ポーカーフェイスクイズ」で全部賭けて不正解で0点になり、早押しで誤答すればマイナスになった）、黄色表示から赤色表示だったが、1981年1月11日放送分から賭け点表示の上に「マイナス」と表記された（当初この場所には解答者名表示板が有ったが、解答者席の上に移った）。

## ルール

### 斎藤努時代
スタート時の持ち点は50点。賞金は10点につき3,000円。クイズは「ポーカーフェイスクイズ」と「早押しクイズ」を交互に行う。

#### ポーカーフェイスクイズ
海外取材の映像を見て、それに関する○×問題に挑戦。持ち点から点数を賭け、正解なら賭け点分加算、不正解なら賭け点没収。0またはマイナスポイントは参加不可能。

#### 早押しクイズ
早押しクイズは海外に関するクイズに早押しで答える（放送中何回か行われていた「外人大会」の場合、日本に関する問題が出題された）。コーナーで25問出題。前半は10問出題、正解10点。後半は15問出題、正解20点。誤答の場合は正解時と同じ点数が減点される。
3回目の「ポーカーフェイスクイズ」終了後、最終的に得点の最も多かった解答者が優勝。海外旅行をかけてのポーカーに挑戦する。

#### トラベルツリー
| ポイント | 旅行先                       |
| -------- | ---------------------------- |
| 600〜    | 世界一周旅行                 |
| 500〜590 | アメリカ周遊・ヨーロッパ周遊 |
| 400〜490 | ニューヨーク・パリ           |
| 300〜390 | サンフランシスコ・シドニー   |
| 200〜290 | ハワイ・シンガポール         |
| 〜190    | 香港・グアム                 |

#### ポーカー
このゲームはタレント「ポーカーさん」（当初は週替わりのゲスト→ハナ肇に固定）との勝負でカードチェンジは1回限り。勝てば海外旅行を獲得。
当初は自分のポーカーの役に応じて旅行のランクが変わり、「ロイヤルストレートフラッシュ」なら世界一周旅行獲得となったが、年明けとなった1981年1月11日放送分からクイズ終了時の獲得点数に応じて旅行のランクが変わった。

### 桂三枝時代
スタート時の持ち点は50点。賞金は10点につき2,000円。クイズは「早押しクイズ」と「ファイナルチャンス」の2コーナー。

#### オープニングクイズ
世界の珍品を見せて、その利用法を当てるというものだった。ボーナスで10点加算された。

#### 早押しクイズ
通常問題20問。解答した人は正解不正解にかかわらず下記のパネルをオープンする。
ボード
|   | 1  | 2  | 3  | 4  | 5  |
| - | -- | -- | -- | -- | -- |
| Q | 10 | 20 | 30 | 40 | ☆  |
| U | 10 | 20 | 30 | 40 | ☆  |
| I | 10 | 20 | 30 | 40 | 50 |
| Z | 10 | 20 | 30 | 40 | 50 |

世界地図が描かれているパネルから一枚選んで出た得点を正解なら加点、不正解なら減点。パネルには10〜50点が本来ならば、アトランダムに4枚ずつ入っている（オープニングでネタバレもしていた。ディーラーのローリーが残り枚数を表示していた）。

#### ボーナスチャンス
50点のパネルのうち2枚は「ボーナスチャンス」のカード（☆印）。パネルを選んだ解答者に50点を加点または減点してから、全員が「ボーナスチャンス」に挑戦する。海外取材の映像を見て、それに関する○×問題。正解なら50点加点、不正解なら50点減点。パネルが20枚すべて開いたところで早押しクイズは終了。

#### ファイナルチャンス
海外取材の映像を見て、それに関する○×問題に挑戦。持ち点から点数を賭け、正解なら賭け点分加算、不正解なら賭け点没収。0またはマイナスポイントは参加不可能。最終的に得点の最も多かった解答者が優勝。勝者は海外旅行をかけてのトランプゲーム「ナンバーシャウトゲーム」に挑戦する。

#### トラベルツリー
| ポイント | 旅行先                               |
| -------- | ------------------------------------ |
| 800〜    | 世界一周旅行                         |
| 600〜790 | アメリカ周遊・ヨーロッパ周遊         |
| 500〜590 | ニューヨーク・ロンドン               |
| 400〜490 | アメリカ西海岸旅行・ニュージーランド |
| 300〜390 | ハワイ・中国                         |
| 〜290    | 香港・サイパン                       |

若干、旅行の行き先の変更と、それを獲得するまでのハードルが高くなっている。

#### ナンバーシャウトゲーム
挑戦者がジョーカー1枚を含めた53枚（当初は絵札は除かれていたので41枚だったが、旅行獲得者が出ないことが多かったため、53枚に改められた）のトランプを任意にシャッフルし、1〜10の数字が書かれた枠にコールしながら、1枚ずつ置いていく。途中でジョーカーが出た場合は旅行のランクが1段階アップする。
枠の数字とトランプの数字が一致しないで10枚すべて枠の数字と違う数字のトランプを置き切れば、天井から大量の紙吹雪が降り、クイズの獲得得点に応じて海外旅行獲得 （世界一周旅行以外は、トラベルツリーに表示されている旅行地2つから好きなほうを選択できる）。

### テーマ曲
高橋のぶがヴォーカルを務めていたバンド・トランザムの「フライング・ハイ」を使用。斎藤努時代にはオープニングテーマに、桂三枝時代にはエンディングテーマに使用していた。

## 補足
- 正解・不正解の効果音はチャイムやブザーではなく、ファンファーレ（正解時）としおれた感じの音楽（不正解時）のBGMを使っていた。
- 最高賞品の世界一周旅行は、三枝時代に一度だけ獲得者が現れた。ナンバーシャウトゲームでジョーカーを出しての獲得であった。
- MBSの製作であるが、収録は大阪本社の千里丘放送センターではなく、東京の渋谷ビデオスタジオで行われていた。これは、共同製作がテレビマンユニオンだったからである。
- MBSとテレビマンユニオンの関わりは、1989年10月から1994年3月まで4年半放送された『地球ZIG ZAG』（外部を取材・収録）および1995年4月から2008年9月まで13年半放送された『世界ウルルン滞在記』（こちらもスタジオパートは東京で収録）に繋がっている。
- 当初は日本航空 (JAL) の一社提供番組であった。後にJALとネッスル日本（現・ネスレ日本）の2社提供になった。